# 出航 SASURAI
「出航 SASURAI」（さすらい）は、寺尾聰の5枚目のシングル。1980年10月21日に、東芝EMIのEXPRESSレーベルから発売された。

## 解説
伸びる音と断ち切るような音の繰り返しが特徴的なこの曲の旋律の動きは、寺尾の母がお茶を注ぐときの「スーッ、スーッ」という情景をイメージしてのものであるという。

## 記録
1981年12月時点でのシングルの公称売上枚数は55万枚。
TBS系の音楽番組『ザ・ベストテン』では、同年5月21日に6位に初登場。その後2週連続で12位にランクダウンしたが、6月11日に9位に再登場した。いずれの週も「SHADOW CITY」「ルビーの指環」と3曲同時ランクインを果たした。

## 収録曲
| 全作詞: 有川正沙子、全作曲: 寺尾聰、全編曲: 井上鑑。 |                       |            |            |      |
| #                                                    | タイトル              | 作詞       | 作曲・編曲 | 時間 |
| 1.                                                   | 「出航」(SASURAI)     | 有川正沙子 | 寺尾聰     | 4:06 |
| 2.                                                   | 「ダイヤルM」(DIAL M) | 有川正沙子 | 寺尾聰     | 3:46 |
| 合計時間:                                            | 合計時間:             | 7:52       |            |      |

## メディアでの使用
| 楽曲 | タイアップ                                                 | 時期   | 出典        |
| ---- | ---------------------------------------------------------- | ------ | ----------- |
| 出航 | 平松剛法律事務所「あしたを、明るい日にしよう。」編CMソング | 2019年 | [ 4 ] [ 5 ] |